# 싼위안푸 조선족 진
싼위안푸 조선족 진(중국어: 三源浦朝鲜族镇, 중국조선어: 삼원포조선족진)은 중화인민공화국 지린성 퉁화시 류허현 관할의 조선족 민족진이다. 